# Gabrielle Bossis
Gabrielle Bossis (Nantes, 26 de fevereiro de 1874 — 9 de junho de 1950) atriz, escritora católica francesa e uma grande mística do século XX.

## Biografia
Gabrielle pertencia à nobreza francesa, a última de uma família de quatro filhos e educada num ambiente culto e refinado. Seu pai chamava-se Auguste Bossis, um rico capitalista, que gere além do patrimônio imobiliário da família, também um negócio de peças para reparação de barcos. Sua mãe Clémence Barthélemy e os seus irmãos eram Auguste, Clémence e Marie. Foi enfermeira da Cruz Vermelha na primeira guerra mundial. 
Por toda a existência levou uma vida de devoção e piedade intensa assistindo à missa diariamente, visitas freqüentes ao Santíssimo Sacramento, Hora Santa às quintas-feiras, reza do Santo Rosário diariamente, praticou com frequencia mortificações corporais e interiores.
Segundo ela própria, em 1936, começou a ter "locuções interiores" que reduziu a escrito, e vieram a se constituir na obra Ele e eu (Lui et moi). Em 1949 uma parte desta obra foi publicada, com a condição de se manter a autoria no anonimato. A obra foi prefaciada pelo bispo de Nantes e pelo decano da Faculdade de Teologia do Instituto Católico de Paris, que não se pronunciaram sobre a origem divina das locuções, mas afiançaram a inteira ortodoxia católica do seu conteúdo bem como a utilidade da obra.
Faleceu em 1950 por decorrência de um câncer de mama e foi sepultada em Fresne.

## Ele e eu
Sua obra mais conhecida é seu livro de anotações pessoais contendo registros de conversas, suas chamadas "locuções interiores", que tinha com Jesus Cristo. Em agosto de 1936, aos 62 anos, ao viajar no navio Ile de France,  ela ouviu pela primeira vez uma misteriosa voz interior, que a partir de então a acompanhou até sua morte. Bossis escreveu um total de 10 cadernos em 13 anos. Em 1944, suas notas foram apresentadas ao bispo Villepelet e quatro anos depois, em 1948, ela publicou anonimamente o primeiro volume com uma seleção de suas notas, que recebeu uma recepção entusiástica na França, onde 50 edições de Ele e Eu foram publicadas até 1967, com um prefácio do próprio Villepelet.

Alguns exemplos de pensamentos contidos no livro são:
27 de junho de 1937. “Que a tua vida seja um contínuo recolhimento, uma ininterrupta conversa com o teu Senhor” (181)
20 de janeiro de 1939. Soissons. “Difunde a alegria por onde quer que passes”. Na minha solidão, pensava comigo mesma: “Ah, se Ele estivesse comigo neste vagão”. Ele: “Tu não me vês, mas estou aqui. Sempre estou contigo” (612).
30 de maio de 1939, em Lyon. Eu: “Será amor isso que tenho quando sinto o meu coração bater mais depressa ao pensar em ti?” Ele: “Isso é amor. Mas também há amor quando, pensando em mim, fazes um esforço de virtude sem ter o menor gosto. Nunca me dirás que Eu te esmaguei com o trabalho. Ou por acaso tomei de ti mais do que me podias dar? Eu sei medir” (692).
29 de março de 1940. No campo. Na sala grande, dizia-lhe eu: “Parece-me que falo contigo com demasiada familiaridade”. Respondeu-me: “Estamos em família! Nada pode agradar-me mais. Todo aquele que compreende bem qual é o meu desejo, abre-meo0 seu coração a todo o momento. Tenho tanto amor pelas almas que o seu mais leve chamado encontra eco no meu Coração. Aproximai a boca do meu ouvido: Eu vos escuto” (863).
1940. Na varanda. “Senhor, com que se faz o amor a Deus?” Ele: “Com a vontade” (915).